# مولود أحمد صالح
مولود أحمد هو كاتب، ومؤلف ولغوي وإستاذ لغة عربية عراقي، وهو أبو مؤيد مولود بن أحمد بن صالح بن مهدي الأعظمي، وينتمي لقبيلة العبيد العربية القحطانية الحميرية، وأهل مدينة الأعظمية في بغداد معظمهم من أبناء هذه القبيلة.
ولد مولود أحمد في محلة الشيوخ بالأعظمية ليلة المولد النبوي عام 1343 هـ/1924م، وسمي مولوداً تيمناً بالمولد النبوي، وهو خال الشاعر والأديب وليد الأعظمي.
تعلم القرآن في صغره ثم أكمل دراسته الابتدائية والإعدادية في الأعظمية، وبعدها أكمل دراسة الحقوق عام 1951م، وأجيز بالتدريس من دار المعلمين العالية، وكان لهُ معرفة واسعة باللغة العربية، وأسرارها ودقائقها وهو أديب ولغوي ذو قلم سيال وبيان رفيع، ساهم في نشر المقالات الأدبية والنقد.
عين مولود موظفاً في وزارة المالية، وكان مديراً لثانوية التفيض الأهلية في الأعظمية، وكان من المؤسسين لجمعية منتدى الإمام أبي حنيفة، وشارك في كثير من مشاريعها الخيرية، وعرف بين الناس بوجههِ المبتسم دوماً وبقلبه الطيب وبحبه للدعابة.

## من مؤلفاته
لهُ العديد من المؤلفات والمقالات والكتب ومنها:
- ألف كتاباً في النحو سماه (النحو والتطبيق) عندما كان طالباً في الصف الرابع الثانوي، وأقرته لجنة المناهج بوزارة المعارف للتدريس في الصف الخامس، وفي هذا إشارة واضحة على نبوغه وسعة ذكائه.
- موجز المعاني.
- أصول البلاغة والنقد.
- مساعد المتعلم في اللغة ورسم الحروف.
- جوانب بارزة في الشعر العراقي المعاصر.

## وفاته
توفي في يوم الخميس 24 ذو الحجة 1388 هـ/13 آذار 1969م، وشيع بموكب مهيب ودفن في مقبرة الخيزران، وكتب على رقيم قبره هذان البيتان من الشعر نظمها وخطها ابن أخته الشاعر وليد الأعظمي.
.